# Tanimbarboeboekuil
De tanimbarboeboekuil (Ninox forbesi) is een vogel uit de familie Strigidae (Echte uilen). Deze vogel is genoemd Ninox forbesi naar de leider van de expeditie in de Tanimbar-eilanden, de Schotse ornitholoog Henry Ogg Forbes. Naast beschrijvingen van zeldzame en nieuwe vogelsoorten bevat het verslag smeuïge details over een stammenoorlog. 

## Verspreiding en leefgebied
Deze soort is endemisch op de Tanimbar-eilanden, een Indonesische eilandengroep.

## Status
De grootte van de populatie is niet gekwantificeerd maar de soort wordt omschreven als plaatselijk algemeen. Op de Rode lijst van de IUCN heeft deze soort de status niet bedreigd.